# Красновка (Самарская область)
Красновка (чув. Красновка) — деревня в Кошкинском районе Самарской области, в составе сельского поселения Орловка.
Основана в 1910 году.

## История
Основана в 1910 году в результате объединения трёх меннонитских сёл — Мариенау (основано в 1866 году), Линденау (основано в 1866 году), Шёнау (основано в 1868 году). Основатели — переселенцы из Причерноморья, в том числе сторонники проповедника К. Эппа. В 1866 году открыт молельный дом. Часть жителей составляли лютеране и католики.
В советский период в составе Кошкинского района Самарской (Куйбышевской) области. В 1926 году имелись начальная школа.
В декабре 1941 года немецкое население было депортировано.

## Физико-географическая характеристика
Деревня расположена в Заволжье, на высоте 157 м над уровнем моря. Рельеф местности равнинный. Деревня окружена полями, имеются полезащитные лесополосы. Распространены чернозёмы и пойменные слабокислые и нейтральные почвы.
По автомобильным дорогам расстояние до административного центра сельского поселения села Орловка — 5,8 км, до районного центра села Кошки составляет 19 км, до областного центра города Самара — 140 км.

## Население
| 1910 | 1913 | 1926 | 1930 | 2010 |
| ---- | ---- | ---- | ---- | ---- |
| 107  | ↗132 | ↗188 | ↘29  | ↗262 |

Национальный состав
В 1926 годы немцы составляли 93 % населения.